# Мариністика Тараса Шевченка

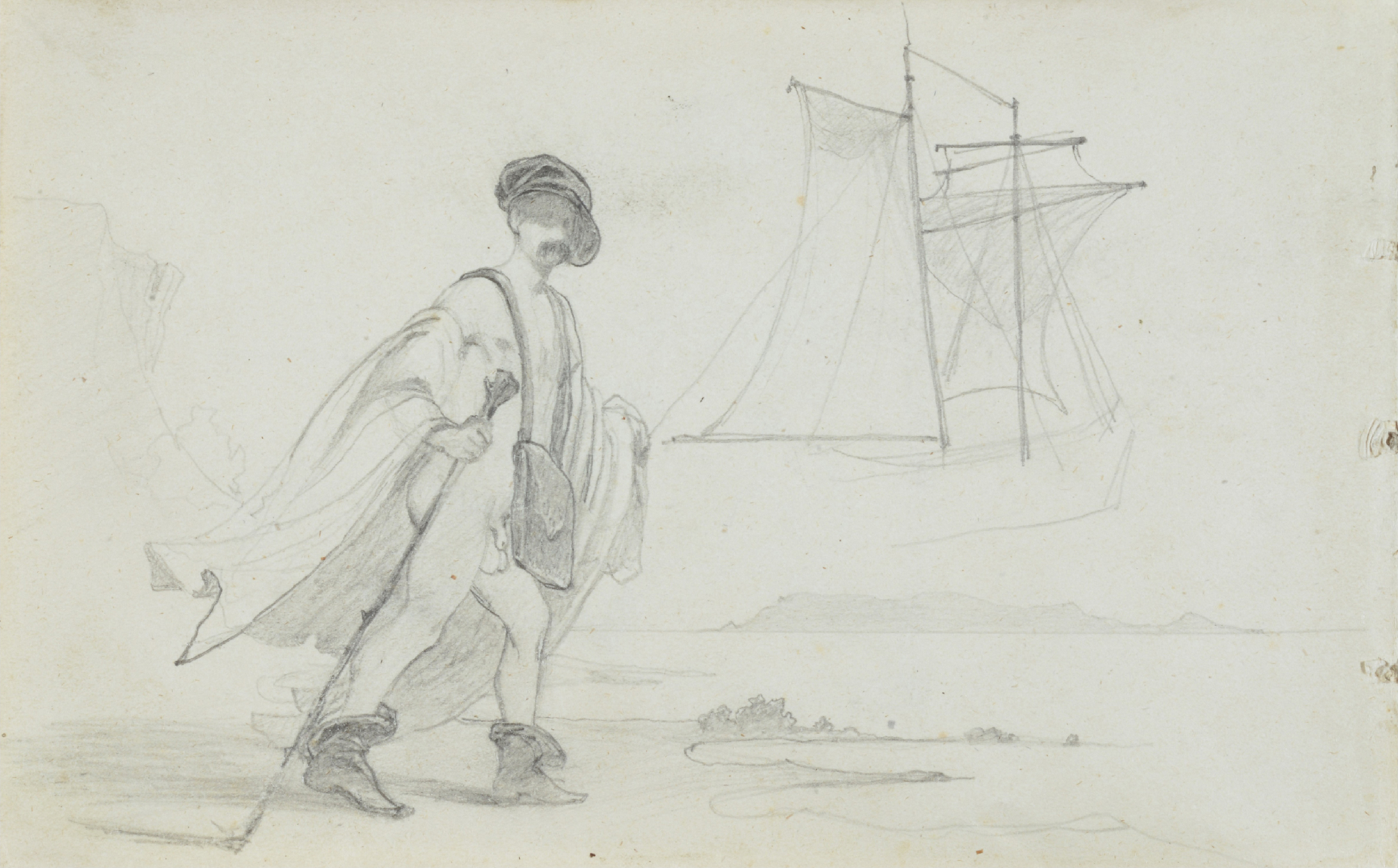
Автопортрет Тараса Шевченка. Начерк шкуни Костянтин. Олівець. 1848

Мариністика Тараса Шевченка — мистецька спадщина Тараса Григоровича Шевченка; художні твори, що їх виконав Тарас Шевченко в жанрі марини у різній техніці живопису і графіки. В широкому сенсі — це поетичні і живописні твори митця про море, моряків і морське життя.

## Художня марина Тараса Шевченка

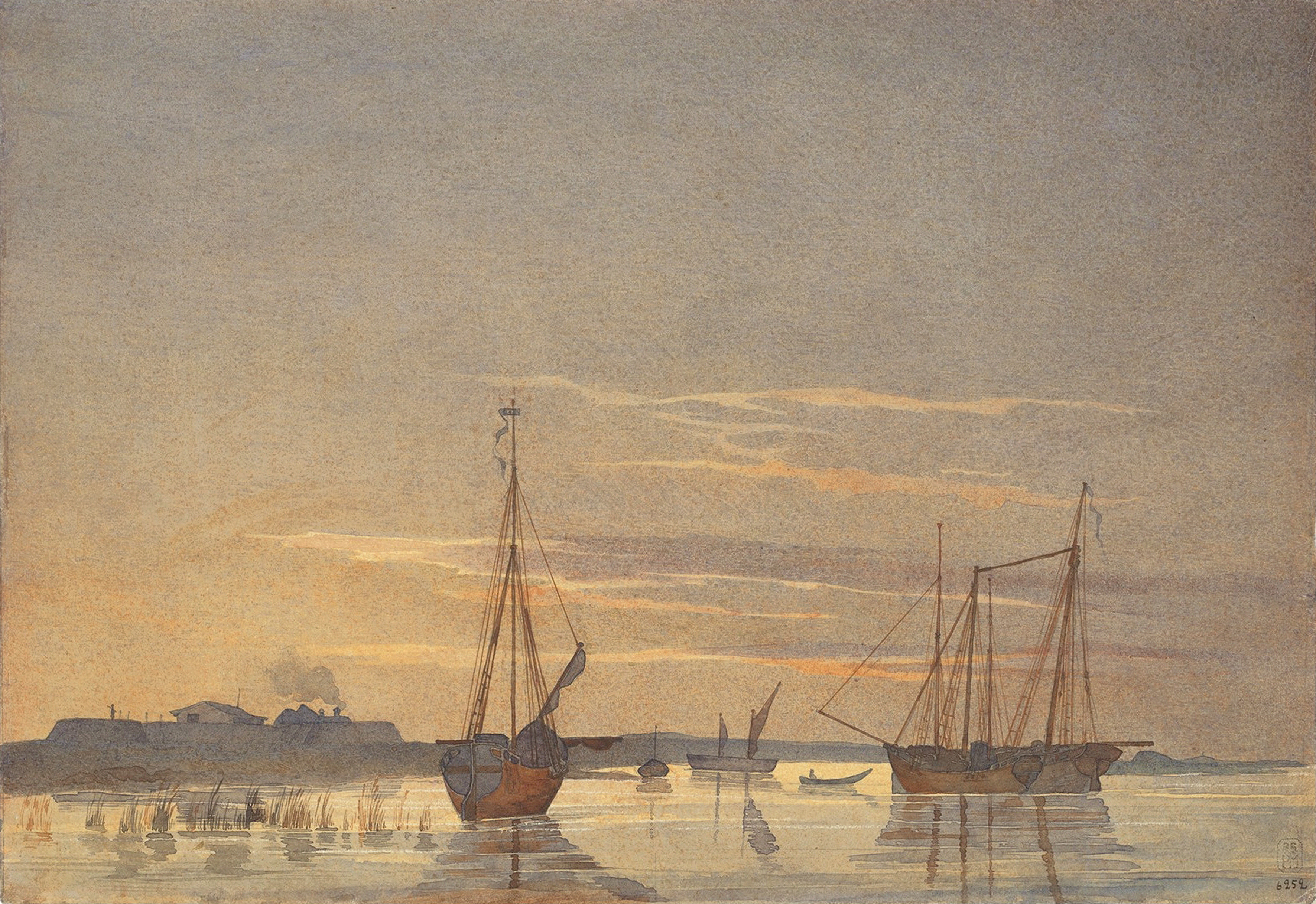
Шхуни на Косаралі. Акварель. 1848

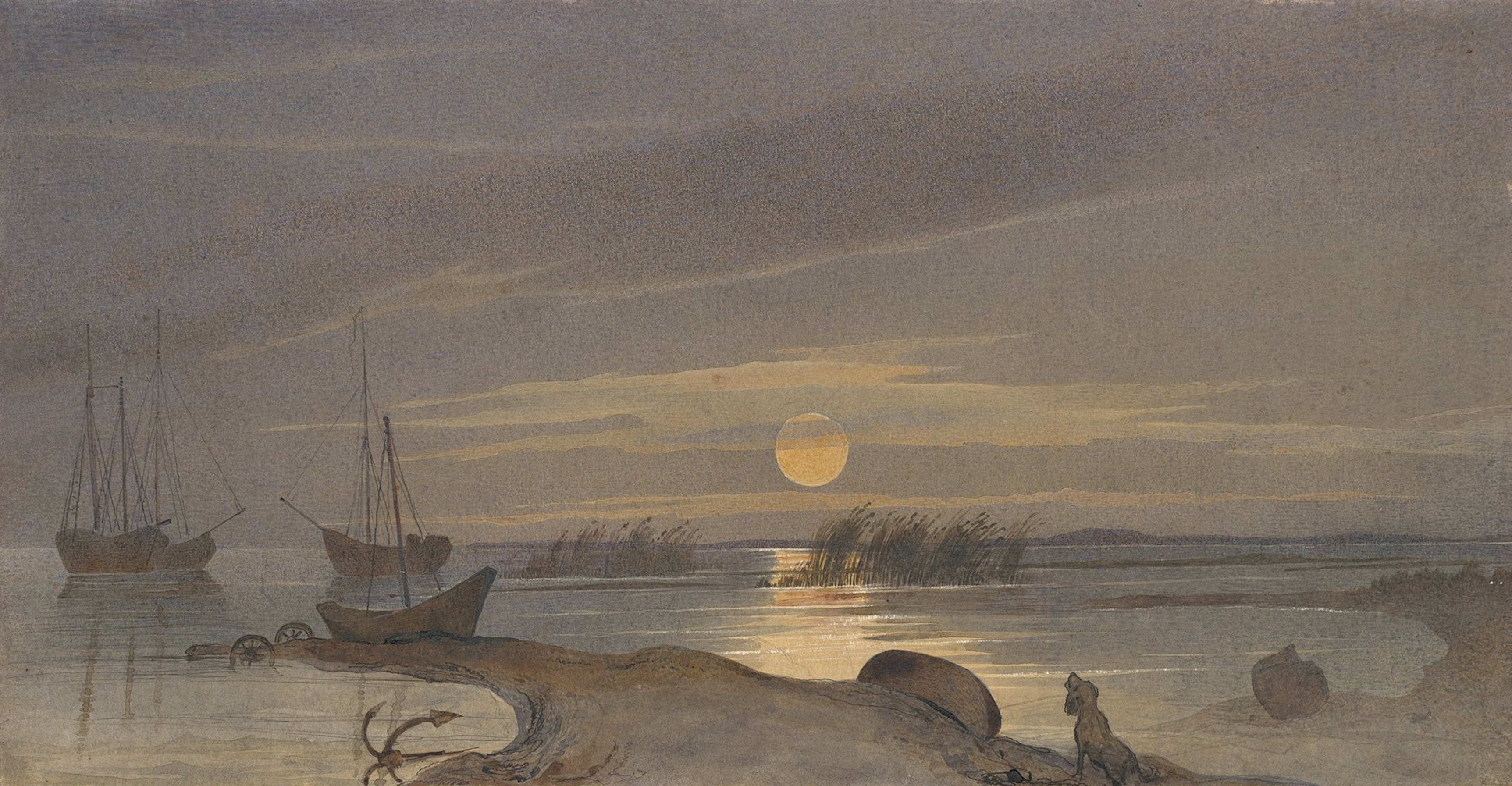
Місячна ніч на Косаралі. Акварель. 1848

Дослідники вважають Тараса Шевченка першим українським художником-мариністом, зачинателем нової течії українського національного художнього мистецтва, яка сьогодні іменується як «мариністика», тобто напрямок художнього зображення морських пейзажів, моряків і моря.
Морську тематику у своїй творчості Тарасу Шевченку довелося розробляти далеко від Петербурзької академії мистецтв, на засланні на Аралі і Каспії. Заборона малювати і умови дослідження моря (нестача прісної води, хвилі і шторми під час плавання) позбавили Тараса Шевченка можливості використовувати олійні фарби. Та й завданням художника було робити начерки і зарисовки Аральського узбережжя для топографічних цілей експедиції. Малюнки мали технічний характер і призначалися для доповнення експедиційних звітів перед начальством в Оренбурзі та Петербурзі. Більшість робіт в експедиції Бутакова були виконані олівцем. Згодом, на Косаралі або в Оренбурзі Шевченко виконав акварельні версії вибраних морських краєвидів.
В цей період творчості Шевченко розвинув талант пейзажиста. Художник створив багато сепій і олівцевих малюнків, разом близько 80 графічних та акварельних робіт мариністичного жанру.
В акварелях аральського періоду переважає реалістична тенденція. З одного боку, це пояснюється прикладним призначенням цих робіт — дати опис берегів, з іншого — органічно виявляє багатство і широту обдарування Шевченка, адже ці картини не є елементарним фактографічним відтворенням ландшафтів і пейзажів, це — художні полотна, осяяні певним настроєм і почуттям автора, мариністична образність яких і за своїм духом, і за своєю майстерністю багато в чому випереджає свій час. Тетяна Андрущенко зазначає: «його акварелі міцно тримали колористичний трепет життя і звабу живого сонця».

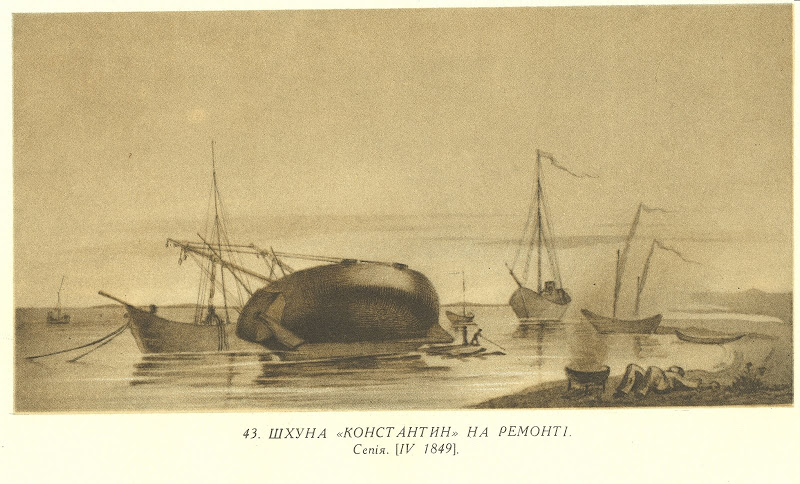
Шхуна «Константин» на ремонті. 1849

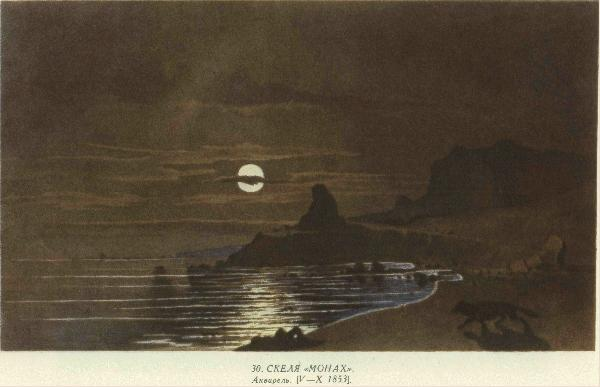
Скеля «Монах». Акварель. 1853

Перебуваючи в Аральській експедиції Тарас Шевченко також розв'язав ряд інших мистецьких ідей. Художник обрав шлях творчого реалізму і оспівав мужність морської служби, дав характеристику побуту солдатів і матросів, відобразив порядки у російському війську часів загарбання Туркестану й Аральського моря Російською імперією, чого до нього не робив ніхто.
Художні твори, створені Шевченком за час Аральської описової експедиції відзначаються великою точністю зображуваних об'єктів і глибоким ліричним почуттям. В пейзажних акварелях Шевченко ефектно відображає природне освітлення, тонко передає відтінки моря і узбережжя, поєднує ліричне, романтичне і героїчне сприйняття навколишньої природи. Попри академічну манеру виконання, в мистецьких творах він передає характер народного уявлення про красу. Тональна розробка художнього твору створює «враження вишуканості багатства і барвистості колориту», тому його невеликі за розмірами альбомні роботи сприймаються як станкові полотна.
Частина морських пейзажів Тараса Григоровича Шевченка зберігається у Національному музеї Тараса Шевченка в Києві, але більшість зі створених ним під час флотської служби у двох акварельних альбомах, напевно, втрачені.

## Сумнівні твори (Dubia)

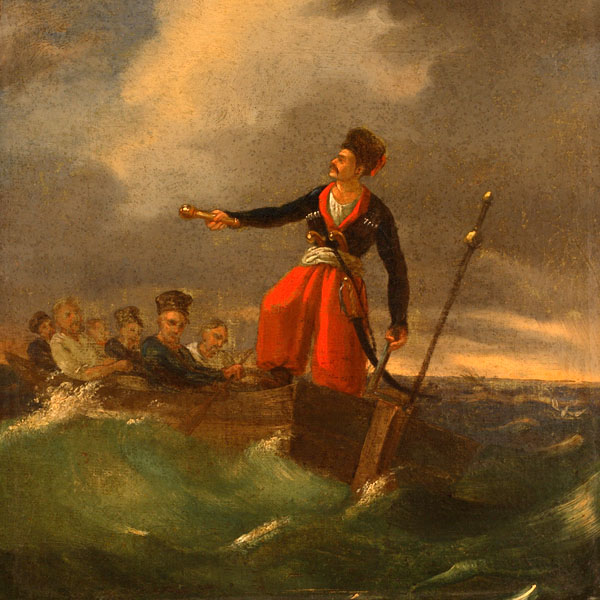
Гамалія. Картина, автором якої вважався Т. Г. Шевченко

Серед мистецької спадщини Шевченка,яка після його смерті залишалася розпорошеною по приватних збірках, були твори, авторство яких приписували Шевченку.
Полотно «Гамалія» (30 × 28. ПЗТ: У 10 т. Т. 7. № 164) упродовж років також вважалося Шевченковим. За твердженням колишнього власника В. Антоновича, цю картину 1842 виконав Шевченко й подарував її художнику Ф. Ткаченку, той у свою чергу презентував її Антоновичу (ПЗТ: У 10 т. Т. 7. № 345). На основі цих даних роботу вперше експоновано на Виставці старовинних художніх речей та картин 1899 у Києві. Від того часу її введено до наукового обігу як картину Шевченка.
Картину вважали першим мистецьким твором Тараса Шевченка на морську тематику, автоілюстрацією до однойменної поеми.
Зважаючи на те, що немає графічних розробок композицій до даної теми, вони відсутні, що не властиво творчому методу Шевченка, водночас невідповідність в історичному контексті особливостей одягу персонажів сцени у картині «Гамалія», певна деформація у передачі природної анатомії людей, відсутність світлотіньового моделювання жанрової сцени дає підстави для зняття авторства Шевченка і встановлення картини як твору роботи невідомого художника..
Зміст малюнка вперше описаний 1911 р. О. Г. Сластіоном, котрий бачив у 1875 р. дві картини Шевченка, привезені «кимсь з киян у Петербург і через художника П. Мартиновича втрапили на кілька день до Академії художеств… Одна з них — Отаман Гамалія, що пливе, стоячи на байдаці, оточений запорожцями, які гребуть веслами. Навкруги на хвилях видно другі байдаки, що пливуть за ними» . Вперше репродукований і представлений як, можливо, «не власне шевченківський першотвір то принаймні майстерна копія з оригіналу» в 2002 р.  
Місце зберігання: з 1957 — власність родини Прахових..
Інший близький за змістом варіант картини, виконаний олією на полотні (НМТШ, № ж-97) також віднесено до приписуваних Шевченкові творів.

## Мариністика в літературній творчості Кобзаря
Шевченко першим в українській літературі і українській поезії відкрив сторінки морської історії України, героїчної боротьби козацького флоту України на морі та оспівав звитяжні морські подвиги запорожців, здійснені в ім'я України та її народу.
Морська тематика органічно поєднана з життям народу, з темою історичного минулого та боротьбою за визволення України розкрита в багатьох творах Шевченка. Це «Іван Підкова», «Гамалія», «Причинна», «На вічну пам'ять Котляревському», «Тече вода в синє море, «Тарасова ніч», «До Основ'яненка», «Невольник» та багато інших. Тема моря широко присутня в «Кобзарі», одна із найпоширеніших в літературній творчості Тараса Шевченка.
Поетична мариністика Шевченка достатньо широка — понад 70 творів. Якщо ж загалом говорити про зображення ним водної стихії та дотичних до неї образів, то коло цих творів істотно розшириться, охоплюючи ледь не всю творчість поета.